# Tom Amrhein
Thomas Amrhein (ur. 1 stycznia 1911) – amerykański piłkarz, reprezentant kraju.

## Kariera klubowa
Podczas kariery piłkarskiej występował w klubach Baltimore Canton, Baltimore S.C. i Baltimore Americans.

## Kariera reprezentacyjna
W 1934 został powołany na MŚ 1934. Nie wystąpił w żadnym spotkaniu. W sumie w reprezentacji zagrał w 7 spotkaniach i strzelił 1 bramkę.